# Natura 2000-område nr. 72 Husby Sø og Nørresø
Natura 2000-område nr. 72 Husby Sø og Nørresø er et habitatområde (H188), der ligger i et gammelt marint forland syd for Nissum Fjord, og har et areal på i alt et areal på 352 hektar.
De lavvandede søer havde oprindelig forbindelse til Ringkøbing Fjord, men i forbindelse med et større afvandingsprojekt 1940 - 1949 blev de inddiget, og blev forbindelsen mod syd afbrudt, og har nu afløb til Nissum Fjord via en gravet kanal - Staby Kast. Søernes opland består hovedsageligt af afvandede landbrugsarealer (ca. 80%), hvorfra vandet pumpes ind i søerne via pumpestationer.
Husby Sø er på 168 ha og Nørresø (tidligere Aabjerg Sø) er på 114 ha og begge søer er omkranset af rørskov; habitatområdet omfatter derudover de omkringliggende mose- og engarealer.
Begge søer er blandt landets artsrigeste søer hvad planter angår.

## Husby Sø
I 2005 blev der fundet 54 plantearter, hvoraf der var 41 undervandsarter, 6 arter af kransnålalger, 1 art af mos og 7 arter af
flydebladsvegetation. Der blev registreret 14 af landets 19
vandaksarter samt 3 krydsninger af Vandaks. 10 arter af blomsterplanterne er med på den danske gulliste, dvs. arter med tilbagegang på landsplan de seneste år. Desuden findes arten Vandranke
der er på den danske rødliste (sårbar) og EU-ansvarsart.

## Nørresø
I Nørresø blev der i 2005 fundet 25
plantearter, heraf 19 arter af undervandsplanter, 2 arter af kransnålalger, og 4 arter af flydebladsvegetation. Det blev registreret 8 vandaksarter. 5 arter af vandplanterne er med på den danske gulliste.

## Fredning
Nørresø og dens omgivelser, et areal på 140 ha, blev fredet i 1956.

## Videre forløb
Natura 2000-planen blev vedtaget i 2011, hvorefter kommunalbestyrelserne
og Naturstyrelsen udarbejdede bindende handleplaner for
gennemførelsen af planen.  Planen videreføres og videreudvikles i senere planperioder.  Natura 2000-området ligger i Holstebro- og Ringkøbing-Skjern Kommune, og naturplanen koordineres med vandplanen for 1.4 Hovedvandopland Nissum Fjord.

## Eksterne kilder og henvisninger
1. 1 2 3  Miljøstyrelsen Midtjylland (juni 2023). "Naturplan 2022-2027  Natura 2000-område nr. 72 Husby Sø og Nørresø" (PDF). mst.dk. Miljøstyrelsen. Arkiveret (PDF) fra originalen 7. juni 2024. Hentet 14. juni 2024.
2. 1 2 3  
Miljøstyrelsen Midtjylland (2023). "Revideret basisanalyse 2022-2027  Natura 2000-område nr. 72 Husby Sø og Nørresø" (PDF). mst.dk. Miljøstyrelsen. Arkiveret (PDF) fra originalen 7. juni 2024. Hentet 14. juni 2024.
3. ↑  Om fredningen på fredninger.dk
4. ↑  Fredningskendelsen
5. ↑  "Natura 2000-planlægning 2022-2027". mst.dk. Miljøstyrelsen. 2023. Arkiveret fra originalen 29. marts 2024. Hentet 11. maj 2024.
6. ↑  Vandplan 1.4 Nissum Fjord "Arkiveret kopi" (PDF). Arkiveret fra originalen (PDF) 1. august 2023. Hentet 14. juni 2024. mst.dk 2013

- Kort over området på  miljoegis.mim.dk
- Om naturplanen Arkiveret 25. april 2015 hos  Wayback Machine på Naturstyrelsens websider.